# Мінинська
Мі́нинська (рос. Мининская) — присілок у складі Верховазького району Вологодської області, Росія. Входить до складу Морозовського сільського поселення.

## Населення
Населення — 26 осіб (2010; 17 у 2002).
Національний склад (станом на 2002 рік):
- росіяни — 100 %